# Voice of Tibet
Głos Tybetu (Voice of Tibet) – rozgłośnia radiowa, znajdująca się w Norwegii, która każdego dnia przygotowuje i nadaje informacje w języku tybetańskim i chińskim. Jedyna na świecie rozgłośnia, która nadaje na falach krótkich codzienny program w języku chińskim w całości poświęcony informacjom na temat Tybetu. Została założona w 1996 roku
Radiostacja składa relacje z wydarzeń z całego świata związane ze sprawą Tybetu; przekazuje wiadomości pochodzące od społeczności tybetańskiej na emigracji, jak również z samego Tybetu; przypomina o kwestii tybetańskiej na arenie międzynarodowej; informuje o sytuacji ruchów demokratycznych w Chinach; zajmuje się dydaktyką praw człowieka; nadaje audycje o tybetańskiej kulturze, muzyce i legendach, a także reportaże oraz informacje na temat medycyny, zarówno tradycyjnej, jak i nowoczesnej; porusza również zagadnienia związane z ochroną środowiska.
Wkrótce po rozpoczęciu nadawania audycji, władzom chińskim nie spodobał się profil rozgłośni, dlatego też rozpoczęli zagłuszanie. Aktualnie Komunistyczne Chiny w program zagłuszania mediów inwestuje rocznie ogromne kwoty. Od 2001 r. na sprzęt i środki mające poprawić moc i zasięg chińskich rozgłośni oraz zwiększyć skuteczność zagłuszania transmisji zagranicznych na falach krótkich KPCh przeznaczyła co najmniej 500 milionów dolarów.